# Bene valete
Bene valete (česky zhruba mějte se dobře) je latinská formule umisťovaná na konec středověkých listin, která měla ověřovací funkci. Bene valete se užívalo u listin vydávaných merovejskými vládci a prvními králi z karlovské dynastie (ojediněle do roku 775). Nejvíce se ovšem bene valete užívalo u papežských listin. Od doby vlády Lva IX. (1049-1054) má ustálenou formu monogramu, občas vytvořeného vlastnoručně papežem. Ve slavnostních papežských privilegiích se bene valete vyskytovalo od poloviny 11. století do poloviny 14. století, kdy jeho užívání zmizelo.